# 大束元
大束 元（おおつか げん 、1912年5月10日 - 1992年12月4日）は、日本のカメラマン。吉岡専造、船山克とともに朝日新聞出版局写真部の三羽烏といわれ、戦後ジャーナリズム写真の代表的な写真家のひとりである。父は写真修正の先駆者、大束昌可。

## 概要・略歴
- 1912年-東京都北区滝野川で生まれる。
- 1929年-東京府立第五中学校卒業。東京高等工芸学校（現：千葉大学工学部）写真科に進学
- 1933年-同学校在学中、作品を『光画』に発表。
- 1934年-銀座紀伊國屋画廊で初個展開催。銀座商業写真研究所設立。
- 1934年-朝日新聞大阪本社に社会部員として入社
- 1937年-中国大陸取材
- 1948年-同社出版写真部へ異動
- 1958年-同社出版写真部部長
- 1963年-全日本写真連盟事務局長就任。

## 出版
- 『カメラに生きる』（単著、玄光社、1952年）
- 『カメラ愛好家のための十二章』（単著、中央公論社、1955年）
- 『軌跡―大束元の世界』（凱風舎編集、平凡社、1996年）